# Szabadság, szerelem
Szabadság, szerelem, título inglés: Children Of Glory (el título húngaro en español: La libertad, el amor y el título inglés en español: Los chicos de la gloria, respectivamente) es una película húngara de 2006 ambientada durante la revolución antisoviética de 1956 y los juegos olímpicos de ese año, en particular, del baño sangriento.

## Sinopsis
Karcsi Szabó (Iván Fenyő) es la estrella nacional de polo acuático y se involucra en la revolución que pretende expulsar a los soviéticos de Hungría; la revolucionaria Viki Falk (Kata Dobó) capta su atención, y juntos toman parte en las revueltas ocurridas en Budapest. Tras la aparente victoria de los rebeldes, Karcsi vuelve a entrenar junto a sus compañeros de equipo, entre ellos Tibi Vámos (Sándor Csányi), y Viki lo convence de ir a Melbourne a darle la gloria a Hungría, mientras ella se queda combatiendo junto a Jancsi Gál (Zsolt Huszár) y Eszter Hanák (Viktória Szávai). Finalmente, mientras Hungría gana en los Olímpicos, Viki es capturada y ejecutada por negarse a cooperar con el tío Feri (Péter Haumann), que le pide los nombres de los traidores.